# Piranga bidentata
El quitrique de espalda rayada (Piranga bidentata) es una especie de ave paseriforme de la familia Cardinalidae (aunque algunas fuentes sitúan su género, Piranga en Thraupidae). Se distribuye desde el norte de Panamá hasta Arizona y Nuevo México.